# Michael Wakelam
Pour les articles homonymes, voir Wakelam.
Michael J. O. Wakelam (15 juillet 1955-31 mars 2020) est biologiste moléculaire britannique, directeur de la Babraham Institute (en) de Cambridge en Angleterre.

## Biographie
Wakelam reçoit un BSc en médecine biochimique (1977) et un PhD en biochimie (1980) de l'Université de Birmingham. Après un stage post-doctoral à l'Université de Constance en Allemagne, il se joint au Département de biochimie de l'Imperial College London en 1983 avant de s'établir à l'Université de Glasgow en 1985 comme chargé de cours. En 1993, il devient professeur de pharmacologie moléculaire à l'Université de Birmingham et direction de la Babraham Institute de Cambridge en 2007
Il meurt en mars 2020, de ce qui est suspecté être Covid-19.